# Jamie Hampton
Jamie Lee Hampton (Frankfurt, Alemanha Ocidental, 8 de Janeiro de 1990) é uma ex-tenista profissional estadunidense. Em 29 de julho de 2013, ela atingiu a 24ª colocação, sua maior posição no ranking de simples.

## Primeiros anos
Hampton nasceu em Frankfurt, na Alemanha Ocidental, porque seu pai, um oficial de carreira do exército dos Estados Unidos, morava na Alemanha naquela época. Sua mãe é da Coreia do Sul. Logo depois, a família se mudou para os Estados Unidos, no Estado do Alabama. Viveu em Enterprise até os 13 anos e, depois, em Auburn. Antes de se formar no Auburn High School, em 2009, Hampton conquistou dois títulos de duplas juvenil da USTA. Profissionalizou-se em 2009, disputando o seu primeiro em 2010.

## Carreira
Os maiores feitos de Hampton se deram no primeiro semestre de 2013: atingiu a segunda semana do Torneio de Roland Garros depois de derrotar duas cabeças de chave, as tchecas Lucie Šafářová e Petra Kvitová, parando em Jelena Janković na quarta fase. Duas semanas depois, na temporada de grama, foi vice-campeã do WTA de Eastbourne, perdendo para a russa Elena Vesnina na final.
No início de 2014, chegou à semifinal do WTA de Auckland, a qual abandonou antes de enfrentar Venus Williams, devido a uma contusão do quadril. Nos 18 meses seguintes, passou por seis cirurgias, que incluíram os dois quadris (duas vezes no direito), ambos tendões de Aquiles e o cotovelo direito. Não há previsão de quando voltará ao tênis.
Em maio de 2020, seis anos após sua última partida no circuito, Hampton anunciou via Twitter que estava se aposentando, devido a persistentes lesões.